# Arconate
Arconate ist eine Gemeinde mit 6808 Einwohnern (Stand 31. Dezember 2023) in der Metropolitanstadt Mailand, Region Lombardei. 
Die Nachbarorte von Arconate sind Dairago, Buscate, Busto Garolfo, Inveruno und Cuggiono.

## Demografie
Arconate zählt 2275 Privathaushalte. Zwischen 1991 und 2001 stieg die Einwohnerzahl von 4474 auf 5440. Dies entspricht einem prozentualen Zuwachs von 21,6 %.

## Persönlichkeiten
- Pierino Albini (1885–1953), italienischer Radrennfahrer